# Oliver Twist (powieść)
Oliver Twist – powieść Karola Dickensa, napisana w latach 1837–1838. Pierwsze polskie wydanie ukazało się w 1846.

## Fabuła
Akcja powieści toczy się w Anglii: początkowo w prowincjonalnym miasteczku, później w Londynie, a także innych miejscach kraju. Czas akcji nie jest bliżej określony, ponieważ narrator uznaje to za rzecz zbędną. 
Tytułowy bohater, sierota, zostaje umieszczony wraz z innymi pozbawionymi rodziny dziećmi w sierocińcu, w którym cierpi głód, zimno i nieludzkie traktowanie, prowadzące do licznych zgonów dzieci. Oliver, któremu mimo wszystko udało się przeżyć, w dniu swoich dziewiątych urodzin zostaje zabrany do kolejnego przytułku, w którym ma „zdobyć wykształcenie i nauczyć się pożytecznego rzemiosła”. Głodzony i poniewierany, zostaje wyrzucony, gdy prosi o dokładkę i odtąd próbuje samodzielnie dać sobie radę w życiu. 
Przez swoją naiwność chłopiec trafia do środowiska przestępczego. Stary przywódca szajki młodocianych złodziei chce nauczyć Olivera okradać innych, ale próby zdemoralizowania chłopca okazują się daremne. Z początku ufny i nic nie podejrzewający chłopiec poznaje intencje przestępcy i prosi go o wypuszczenie, bo nie chce nikogo okradać. 
Oliver zostaje w brutalny sposób przymuszony przez bandytów do uczestnictwa w napadzie na dom starej arystokratki. Chłopiec zostaje postrzelony przez lokaja, ale właścicielka domu podejmuje decyzję o pozostawieniu dziecka u siebie. Razem z nią i jej bliskimi Oliver toczy życie pełne szczęścia i miłości, do czasu, gdy niebezpieczni znajomi znów dają znać o swoim istnieniu. Chłopiec już jednak nie jest sam – w nierównej walce z londyńskimi bandytami może liczyć na wsparcie kochających przyjaciół.

## Ekranizacje filmowe
- Oliver Twist – amerykański film niemy z 1909 roku
- Oliver Twist – brytyjski film niemy z 1912 roku
- Oliver Twist – amerykański film niemy z 1922 roku
- Oliver Twist – brytyjski film z 1948 roku
- Oliver! – film muzyczny z 1968 roku (filmowa wersja musicalu scenicznego Oliver! z 1960 roku)
- Oliver Twist – film z 1982 roku
- Oliver Twist – australijski film animowany z 1982 roku
- Nowe Przygody Olivera – meksykański film animowany z 1987 roku
- Oliver i spółka – amerykański film animowany z 1988 roku
- Oliver Twist – amerykański film z 1997 roku
- Przygody Olivera Twista – serial animowany (1997-1998)
- Oliver Twist – miniserial z 1999 roku
- Oliver Twist – film z 2005 roku